# 농림축산검역본부 제주지역본부
농림축산검역본부 제주지역본부(農林畜産檢疫本部 濟州地域本部)는 농림축산검역본부의 소속기관이다. 2013년 3월 23일 발족하였으며, 제주특별자치도 제주시 청사로 59에 위치하고 있다. 본부장은 서기관 또는 기술서기관으로 보한다.

## 연혁
- 2011년 6월 15일: 농림수산검역검사본부 제주검역검사소로 개편.
- 2013년 3월 23일: 농림축산검역본부 제주지역본부로 개편.

## 관할 구역
- 제주특별자치도

## 조직

### 본부장
- 운영지원과[1]
- 축산물위생검역과[2]
- 식물검역과[3]
- 식물병해충예찰방제센터[4]

### 사무소
소장은 농업사무관·수의사무관·농업주사 또는 수의주사로 보한다.
| 명칭           | 위치            | 동물 및 축산물 분야 관할구역       | 식물 분야 관할구역 |
| -------------- | --------------- | ---------------------------------- | ------------------ |
| 제주공항사무소 | 제주시 공항로 2 | 제주국제공항, 제주시 도두동·용담동 | 좌동               |

## 같이 보기
- 대한민국 농림축산식품부
- 농림축산검역본부